# Haikyu!!
Haikyū!! (ハイキュー!!, Haikyū!!; do kanji 排球 "voleibol") é uma série de mangá escrita e ilustrada por Haruichi Furudate. Os capítulos individuais foram publicados na revista Weekly Shōnen Jump de fevereiro de 2012 a julho de 2020, com os volumes tankōbon sendo publicados pela editora Shueisha. A série foi inicialmente publicada como um one-shot na revista sazonal Jump NEXT! da Shueisha antes da serialização. Até novembro de 2020, foram publicados quarenta e cinco volumes no Japão. O mangá foi licenciado na América do Norte pela Viz Media e no Brasil pela Editora JBC. Uma adaptação em anime foi transmitida entre 6 de abril e 21 de setembro de 2014, sendo licenciada na América do Norte pela Sentai Filmworks e no Brasil sendo entregue pela Crunchyroll. A segunda temporada do anime foi exibida entre 3 de outubro de 2015 e 27 de março de 2016. A série foi renovada para uma terceira temporada, que foi exibida a partir de 7 outubro de 2016 e 9 de dezembro de 2016.
Em Portugal, as primeiras duas temporadas foram transmitidas pela SIC Radical e pela SIC K com dobragem em português. A quarta temporada foi liberada nos Estados Unidos em janeiro de 2020.

## Enredo
O estudante do ensino médio Shōyō Hinata se apega ao voleibol após ver um jogo do campeonato nacional na televisão. Embora não seja muito alto, ele se determina a seguir os passos do ídolo do campeonato, apelidado "Pequeno Gigante", após ver os seus jogos. Ele cria um clube de voleibol e começa a praticar sozinho. Eventualmente, os outros cinco membros juntam-se à equipa no seu último ano do ensino fundamental, mas são derrotados no seu primeiro torneio depois de serem desafiados pela equipa favorita do campeonato, que inclui o chamado "Rei da Corte" Tobio Kageyama, na primeira rodada. Embora a equipa de Shōyō sofra uma derrota miserável, ele promete eventualmente superar Tobio e derrotá-lo. Mas quando ele entra no ensino médio logo descobre que estão na mesma equipa de vólei.

## Personagens
Shōyō Hinata (日向 翔陽, Hinata Shōyō)
Voz de: Ayumu Murase
Shōyō é um estudante do primeiro ano do Liceu Karasuno. Inicialmente jogava como atacante de ponta no liceu e é atualmente o central. Geralmente é otimista, desajeitado e fraco, no entanto, é atlético e têm reflexos e uma extraordinária capacidade de salto. Ele consegue jogar extremamente bem com a ajuda de Tobio. Embora seja um novato e tenha uma pequena estatura, Shōyō está determinado a tornar-se um jogador forte e assim conseguir crescer rapidamente através de cada jogo.
Tobio Kageyama (影山 飛雄, Kageyama Tobio)
Voz de: Kaito Ishikawa
Tobio é um estudante do primeiro ano do Liceu Karasuno. Ele é atualmente o levantador sendo referido como o "Rei do Campo" na escola secundária, sendo notório pelos seus talentos prodigiosos como jogador, mas a sua atitude arrogante impede de cooperar com os seus colegas da equipa. Após entrar para o Liceu Karasuno e para a equipa de voleibol, conhece Shōyō e a suas opiniões começam a mudar e ele começa a entender a importância do trabalho em equipa no desporto. Ele tender a esconder os seus sentimentos, comprometendo as suas habilidades sociais e frequentemente chama Shōyō de "idiota".
Daichi Sawamura (澤村 大地, Sawamura Daichi)
Voz de: Satoshi Hino
Daichi é um estudante do terceiro ano do Liceu Karasuno e um atacante de ponta e o capitão da equipa de voleibol.
Kōshi Sugawara (菅原 孝支, Sugawara Kōshi)
Voz de: Miyu Irino
Kōshi Sugawara é um estudante do terceiro ano do Liceu Karasuno e o vice-capitão da equipa de voleibol. Ele costumava ser o passador principal, mas desde que Tobio Kageyama entrou para a equipa, ele tem gastado menos tempo no campo. Kōshi tem uma personalidade alegre e agradável, muitas vezes consegue dar conselhos aos seus companheiros sobre como vencer a outra equipa. Ele presta muita atenção na forma de jogar dos outros jogadores e as suas táticas são consideradas perigosas pelos adversários.
Asahi Azumane (東峰 旭, Azumane Asahi)
Voz de: Yoshimasa Hosoya
Asahi é um estudante do terceiro ano do Liceu Karasuno e um atacante de ponta da equipa de voleibol. Ele é considerado um ás para as equipas. Apesar da sua grande compleição física (que faz com que as pessoas acreditem que ele realmente não seja um estudante da escola secundária), conduta equilibrada e ascensão, ele é tímido e muitas vezes é referido por ter um "coração de vidro".
Ryūnosuke Tanaka (田中 龍之介, Tanaka Ryūnosuke)
Voz de: Yū Hayashi
Ryūnosuke é um estudante do segundo ano do Liceu Karasuno e um atacante de ponta. Ele é alto, feroz e abrasivo, mas também cuida dos jogadores juniores, Infelizmente, o seu comportamento e aparência fazem com que as garotas tenham medo dele, e muitas vezes o colocam em apuros com os outros, necessitando que Daichi impeça-o. Ryūnosuke e Yū Nishinoya adoram a sua treinadora Kiyoko Shimizu.
Yū Nishinoya (西谷 夕, Nishinoya Yū)
Voz de: Nobuhiko Okamoto
Yū é um estudante do segundo ano do Liceu Karasuno e um líbero. Ele é chamado de "Guardião Divindade do Liceu Karasuno", devido às suas excelentes habilidades como líbero, tendo ganho o prémio de "Melhor Líbero", enquanto estava no ensino médio. Ele tem uma personalidade muito energética e um coração forte. Ele também é o jogador mais baixo da equipa. É atualmente o único líbero da Liceu Karasuno. Tal como Ryūnosuke, ele adora Kiyoko Shimizu.
Chikara Ennoshita (縁下 力, Ennoshita Chikara)
Voz de: Toshiki Masuda
Chikara é um estudante do segundo ano do Liceu Karasuno e um atacante de ponta. Apesar da sua aparência simples, ele é visto como o "líder" do segundo ano; sendo o mais responsável e capaz de dizer muitas coisas diretamente, sem problemas. Antes da história principal, ele era um dos muitos estudantes que haviam desistido da equipa de voleibol, devido as normas elevadas e sessões práticas extremas do treinador Ikkei Ukai. Finalmente, ele regressa à equipa para encontrar o que o treinador deixou.
Hisashi Kinoshita (木下 久志, Kinoshita Hisashi)
Voz de: Nobuyori Sagara
Hisashi é um estudante do segundo ano do Liceu Karasuno e um atacante de ponta. Ao lado de Chikara e Kazuhito, Hisashi foi um dos muitos alunos que deixaram a equipa de voleibol, quando Ikkei Ukai era o treinador.
Kazuhito Narita (成田 一仁, Narita Kazuhito)
Voz de: Kōtarō Nishiyama
Kazuhito é um estudante do segundo ano do Liceu Karasuno e um central. Ele também havia deixado a equipa de voleibol temporariamente.
Kei Tsukishima (月島 蛍, Tsukishima Kei)
Voz de: Kōki Uchiyama, Tomo Muranaka (jovem)
Kei é um estudante do primeiro ano do Liceu Karasuno e um central. Ele desprezava Shōyō no início, afirmando que ele não devia confiar no seu salto. Tsukishima muitas vezes faz pouco dos seus companheiros de equipa e também provoca Tobio, chamando-o de "O Rei", que o irrita muito. Apesar da sua atitude negativa e vista irreverente no voleibol, Kei é um central muito analítico e inteligente, que dá a equipa uma grande vantagem. Posteriormente na história é revelado que ele tem um irmão mais velho que fazia parte da equipa de voleibol do Liceu Karasuno.
Tadashi Yamaguchi (山口 忠, Yamaguchi Tadashi)
Voz de: Sōma Saitō, Hiro Nakajima (jovem)
Tadashi é um estudante do primeiro ano do Liceu Karasuno e um central. Geralmente é apegado a Kei, após ele ter salvado-o dos provocadores da terceira classe. Ele é tímido, mas amigável e tenta dar o seu melhor para contribuir para a equipa. Com a ajuda de Makoto Shimada, Tadashi tornou-se recentemente um especialista em serviço do voleibol, devido a sua capacidade de acertar o "salto do serviço flutuante".

## Média

### Manga
Escrita e ilustrada por Haruichi Furudate, a série é publicada na revista Weekly Shōnen Jump desde fevereiro de 2012. Até dezembro de 2014, foram vendidos mais de doze milhões de volumes. Na Convenção de Banda-desenhada de Nova Iorque, a editora Viz Media anunciou o licenciamento da série na América do Norte, onde começou por publicar em 2016.

### Teatro radiofónico
Um teatro radiofónico sobre a série foi transmitido em novembro de 2012 no programa de variedades Sakiyomi Jum-Bang! da TV Tokyo, com vários seiyūs (dobradores) fornecendo amostras de vozes para as personagens. Foi mais tarde distribuído no sítio Vomic da Shueisha em dezembro de 2012.

### Animé
A série de televisão de animé foi produzida pelo estúdio Production I.G e exibida entre 6 de abril e 21 de setembro de 2014 no canal Mainichi Broadcasting System, uma estação da Japan News Network, também foi exibida através de fluxo de média na Crunchyroll. Do episódio 1 até ao 13, o tema de abertura foi "Imagination", interpretado por SPYAIR e o tema de encerramento foi "Tenchi Gaeshi", interpretado por Nico Touches the Walls. Do décimo quinto episódio em diante, a abertura foi "Ah Yeah", interpretada por Sukima Switch e o encerramento foi "LEO", com interpretação de Tacica. "Ah Yeah" também foi o tema de encerramento do décimo quarto episódio, que não teve abertura. O animé foi licenciado na América do Norte pela Sentai Filmworks. A segunda temporada foi exibida entre 3 de outubro de 2015 e 27 de março de 2016. O primeiro tema de abertura da segunda temporada foi "I'm a Believer", interpretado por SPYAIR, enquanto que o primeiro tema de encerramento foi "Climber", interpretado pela banda Galileo Galilei. O segundo tema de abertura foi "FLY HIGH", interpretado por Burnout Syndromes e o segundo tema de encerramento foi "Hatsunetsu (Fever)" (発熱 - はつねつ), interpretado por Tacica. A terceira temporada intitulada Haikyū!! Karasuno Kōkō VS Shiratorizawa Gakuen Kōkō (ハイキュー!! 烏野高校 VS 白鳥沢学園高校) foi anunciada na décima sexta edição de 2016 da revista Weekly Shōnen Jump, com lançamento programado para 7 de outubro de 2016, e terá dez episódios. O tema de abertura da terceira temporada será "Hikariare" (ヒカリアレ), interpretado por Burnout Syndromes e o tema de encerramento será "Mashi Mashi" (マシ・マシ), interpretado por Nico Touches the Walls.

### Jogos eletrónicos
Shōyō Hinata apareceu no jogo eletrónico de luta J-Stars Victory Vs da Jump para as consolas PlayStation 3, PlayStation 4 e PlayStation Vita.
Haikyu!! Cross Team Match! é o jogo da franquia para Nintendo 3DS, publicado no dia 3 de março de 2016 no Japão pela Bandai Namco Entertainment.

## Recepção
Haikyū!! recebeu críticas positivas. Até maio de 2013, foram vendidos mais de dois milhões de volumes. O primeiro volume alcançou a vigésima segunda posição na tabela semanal Tohan entre 4 e 10 de junho de 2012. O segundo volume alcançou a décima oitava posição na tabela semanal entre 6 e 12 de agosto de 2012, e o terceiro volume também alcançou a décima oitava posição entre 8 e 14 de outubro de 2012. Além disso, a série ficou na quarta posição num total de quinze bandas desenhadas recomendadas pelo Honya Club no ranking Zenkoku Shoten'in ga Eranda Osusume Comic em 2013.
Em 2016, a série venceu a categoria de melhor manga shōnen na sexagésima primeira edição do Prémio de Manga Shogakukan.